# Verdades ocultas
Verdades ocultas és una telenovela xilena produïda per AGTV Producciones i Chilefilms, protagonitzada per Marcela Medel, Camila Hirane, Carmen Luz Zabala, Javiera Díaz de Valdés, Viviana Rodríguez, Matías Oviedo, Carlos Díaz León i Mauricio Pesutic. Es va estrenar a Mega el 24 de juliol de 2017. Actualment, és la telenovel·la més llarga de la televisió xilena.